# Autovía A-77
Die Autovia A-77 (auch Acceso Noroeste a Alicante kurz A-77) ist eine Autobahn in Spanien, die die Stadt Alicante mit der A-36 und A-7 verbindet. 2007 wurde die Autovia gebaut, und dient als Entlastung der A-7. Sie dient als Zugangsstraße zur Stadt Alicante.

## Verlauf
| Position | Kurzbezeichnung des Abschnitts | Abschnitt                                              | km            | Eröffnung |
| -------- | ------------------------------ | ------------------------------------------------------ | ------------- | --------- |
| 1        | Kreisverkehr                   | Alicante – Valencia – Murcia                           | A-70          |           |
| 2        | Richtung Ibi                   | San Vicente del Raspeig Agost CV-820 L'Alcoraia CV-824 | CV-820 CV-824 |           |
| 3        | Richtung Alicante              | San Vicente del Raspeig Agost CV-820 L'Alcoraia CV-824 | CV-820 CV-824 |           |
| 4        |                                | Murcia-Madrid-Benidorm-Valencia AP-7                   | AP-7          |           |
| 5        |                                | Alcoy                                                  | A-7           |           |